# Samtyckesbaserad marknadsföring
Samtyckesbaserad marknadsföring eller samtyckesreklam (engelska: Permission marketing) är ett begrepp främst inom e-handel.
Uttrycket "permission marketing" skapades av amerikanen Seth Godin 1999 och förespråkar en marknadsföringsfilosofi där relationen startas aktivt av konsumenten istället för den mer använda traditionella modellen där leverantören utan samtycke från konsumenten sänder reklambudskap till honom/henne.
Samtyckesbaserad marknadsföring föreslås ha fördelar för både konsument och leverantör. Konsumenten slipper det reklambrus som skapas av traditionell marknadsföring och får mer exakt och därmed nyttig information. Leverantören å andra sidan får en direktkanal till en konsument som faktiskt aktivt vill informera sig om en specifik produkt eller tjänst och spenderar därför inte marknadsföringspengar på konsumenter som inte efterfrågar leverantörens produkter.
Samtyckesbaserad marknadsföring har främst blivit en modell som används inom internetvärlden, till stor del på grund av reglerna kring positiv avtalsbildning som förbjuder oönskad marknadsföring via e-post. 
Mycket forskning sker runt konceptet bland annat av Sandeep Krishnamurthy, Phd (University of Washington) som författat en genomgripande analys av konceptet - "A Comprehensive Analysis of Permission Marketing"